# وزارة الاقتصاد (الأرجنتين)
وزارة الاقتصاد (بالإسبانية: Ministerio de Economía)‏ في الأرجنتين، هي وزارة في الحكومة الأرجنتينية وتُدير بالاشتراك مع وزارة السلطة التنفيذية الوطنية، السياسة الاقتصادية في البلاد.
تعد وزارة الاقتصاد واحدة من أقدم الوزارات في الحكومة الأرجنتينية، حيث كانت موجودة بشكل مستمر منذ تشكيل أول هيئة تنفيذية أرجنتينية في عام 1854، في رئاسة خوستو خوسيه دي كاروكا، وإن كان ذلك تحت اسم وزارة الخزانة. الوزير الحالي المسؤول هو لويس كابوتو، الذي عمل منذ 10 ديسمبر 2023 في حكومة خافيير مايلي.

## المقر

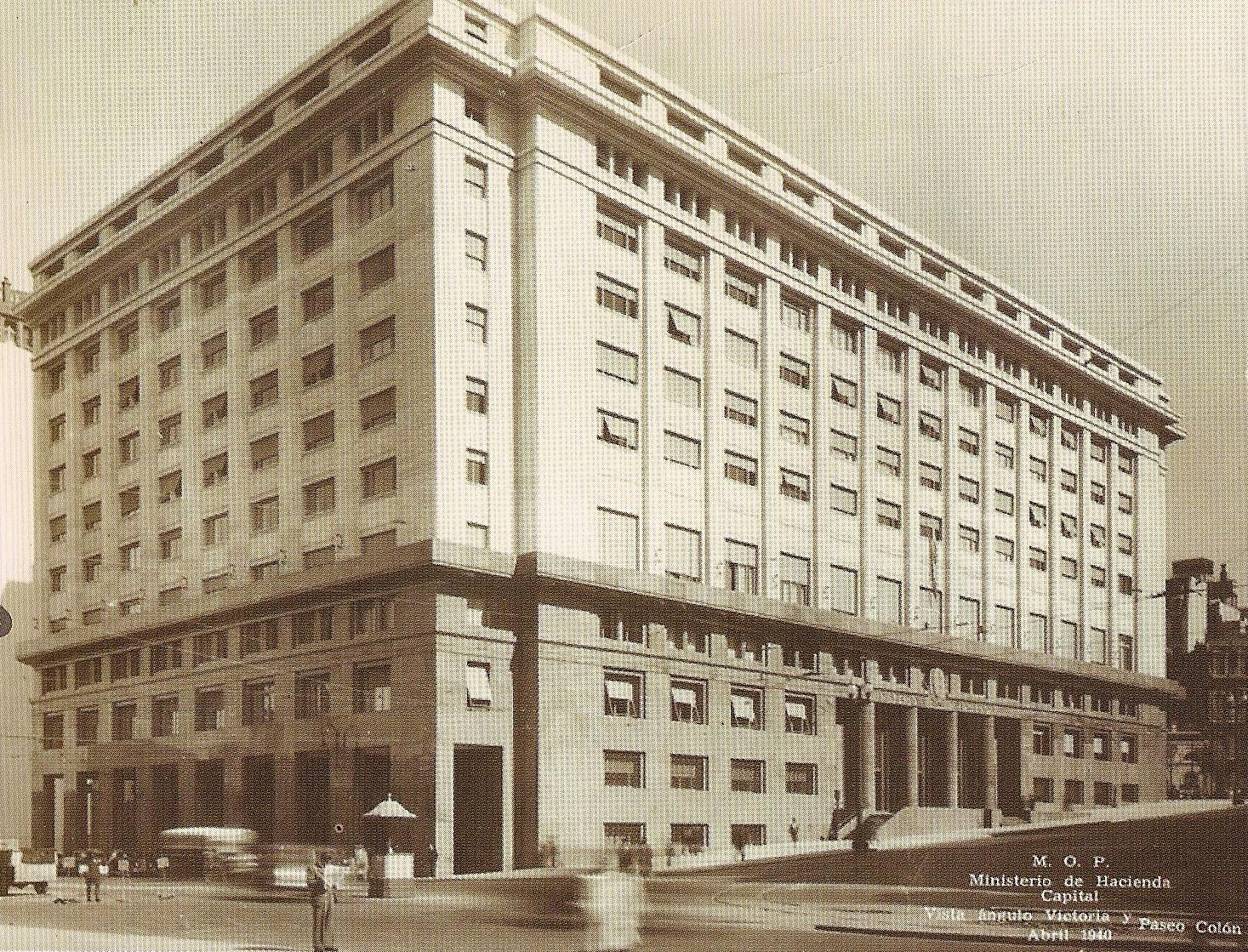
مبنى وزارة الاقتصاد عام 1940

ازداد نفوذ الوزارة أكثر عندما استحوذت على منصب وزير الأشغال العامة في عام 1991، وذلك بهدف المساعدة في تسهيل مبادرة الخصخصة التي أطلقها وزير الاقتصاد دومينغو كافالو ، وفي المقابل، تخلت عن الرقابة على قطاعات إنتاج السلع في البلاد مع تعيين عام 2008 وزيراً للخصخصة. وزارة الإنتاج من قبل الرئيسة كريستينا كيرشنر، في محاولة لتحسين العلاقات المتوترة مع القطاع الزراعي في البلاد في أعقاب صراع الحكومة الأرجنتينية عام 2008 مع القطاع الزراعي حول تعريفات التصدير.
خصصت وزارة الخزانة ميزانية تشغيلية بقيمة 1.7 مليار دولار أمريكي في عام 2009، ووظفت أكثر من 4 آلاف موظف.

## روابط خارجية
- الموقع الرسمي لوزارة المالية الأرجنتينية
- Gobierno Electrónico website (مُؤرشف)